# Regione Capitale Nazionale
La Regione della Capitale Nazionale (in filippino Pambansang Punong Rehiyon; in inglese National Capital Region; in spagnolo Región de la Capital Nacional) è la regione dell'arcipelago filippino che racchiude tutta la grande area metropolitana della capitale Manila e perciò è definita anche con il nome in inglese Metro Manila o Metropolitan Manila (in filippino: Kalakhang Maynila e in spagnolo: Gran Manila).
Metro Manila è il centro politico, economico, sociale e culturale delle Filippine. È una conurbazione ad altissima densità abitativa che comprende 17 centri, tra i quali Quezon, capitale dello Stato dal 1948 al 1976.
La Manila Metropolitan Development Authority (MMDA) è l'autorità preposta a governare sull'area metropolitana e si occupa di risolvere problemi quali il traffico, la raccolta dei rifiuti, la manutenzione delle fogne e la salvaguardia dalle alluvioni. Questa autorità lavora a stretto contatto con le singole amministrazioni e con altri enti che si occupano di strade, acquedotti, ecc. La MMDA ha sede a Makati ed è un membro dell'associazione che riunisce le 21 maggiori città dell'Asia.

Città e municipalità che compongono la Regione Capitale Nazionale

## Geografia fisica
La Regione Capitale Nazionale è allo stesso tempo la più piccola regione delle Filippine e la più popolosa. È anche l'unica regione a non essere suddivisa in province.
Situata nella parte sud-occidentale dell'isola di Luzon, la regione è stretta tra la baia di Manila ad ovest e il lago di Laguna de Bay ad est. Inoltre è attraversata longitudinalmente dal fiume Pásig che la divide in due. Confina con le province di Bulacan a nord, Rizal ad est, Cavite e Laguna a sud.

## Geografia antropica

### Suddivisioni amministrative
La Regione Capitale Nazionale è composta da 16 città e dalla municipalità di Pateros suddivise in 4 distretti, che non corrispondono ad un'amministrazione intermedia tra regione e municipi, ma hanno solo un senso geografico, statistico e organizzativo.
| Città                | Popolazione (2010) | Superficie (km²) | Densità (per km²) |
| -------------------- | ------------------ | ---------------- | ----------------- |
| Distretto Ovest      |                    |                  |                   |
| Manila               | 1.652.171          | 38,55            | 43.079            |
| Distretto Nord-Est   |                    |                  |                   |
| Mandaluyong          | 328.699            | 11,26            | 27.138            |
| Marikina             | 424.150            | 33,97            | 12.500            |
| Pasig                | 669.773            | 31,00            | 19.913            |
| Quezon               | 2.761.720          | 161,12           | 16.630            |
| San Juan             | 121.430            | 5,94             | 21.101            |
| Distretto Nord-Ovest |                    |                  |                   |
| Caloocan             | 1.489.040          | 53,33            | 25.855            |
| Malabon              | 353.337            | 15,76            | 23.076            |
| Valenzuela           | 575.356            | 44,58            | 12.762            |
| Navotas              | 249.131            | 10,77            | 22.780            |
| Distretto Sud        |                    |                  |                   |
| Las Piñas            | 552.573            | 41,54            | 12.815            |
| Makati               | 529.039            | 27,36            | 18.654            |
| Muntinlupa           | 452.943            | 46,70            | 9.699             |
| Parañaque            | 588.126            | 47,69            | 11.589            |
| Pasay                | 392.869            | 19,00            | 21.214            |
| Taguig               | 644.473            | 47,88            | 12.810            |
| Pateros              | 64.147             | 2,10             | 29.495            |

## Società

### Lingue e dialetti
Il 94% della popolazione parla il tagalog (che equivale al filippino) mentre l'inglese è compreso dalla grande maggioranza degli abitanti.